# Mario Nuzzi

Mario Nuzzi, (Penne, Pescara, 1603 - Roma, 1673), anomenat «Mario dei Fiori»(Mario de les flors), va ser un pintor barroc italià, el primer d'especialitzar-se dins la natura morta en el tema de flors i garlandes.

## Biografia i obra
Es creu que va poder ser deixeble del seu oncle, el pintor «caravaggista» Tommaso Salini, de qui es diu que va ser el primer de pintar flors del natural, encara que és poc el conservat de la seva mà. La influència «caravaggista», en qualsevol cas, és notable en la seva obra, vinculada encara als corrents tenebristes per la utilització dels fons obscurs i el seu interès pels efectes del llum sobre els objectes meravellosament estudiats, encara que per influències nòrdiques la seva pintura s'anirà obrint cap a fórmules d'un més gran barroquisme.

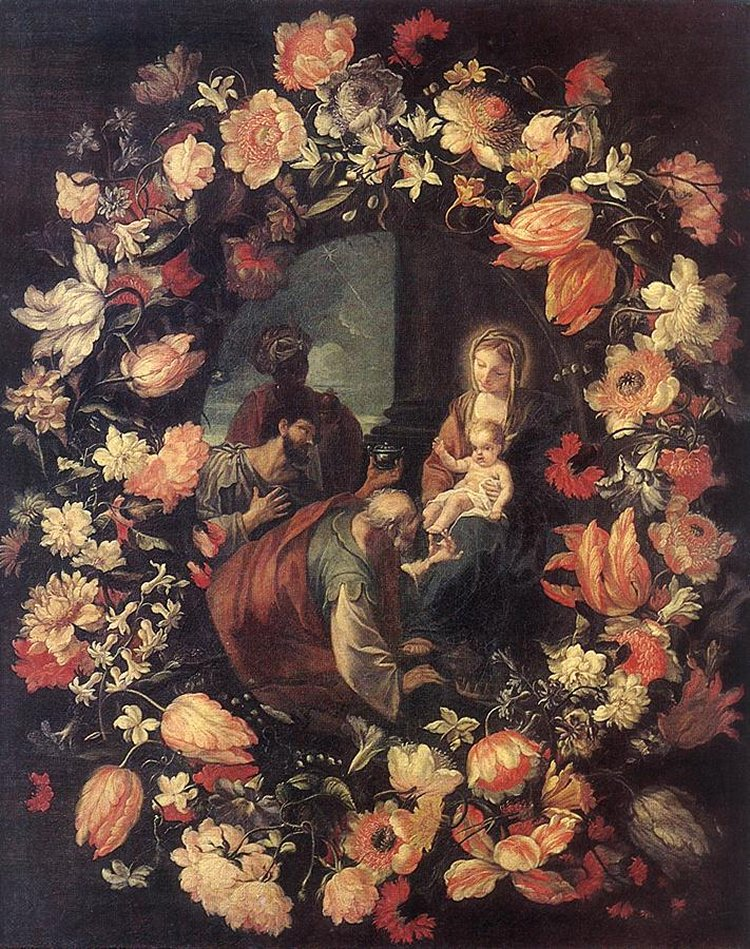
Adoració dels mags (1654), Museu de l'Ermitage

Va desenvolupar la seva activitat artística a Roma on va ingressar el 1657 a l'Acadèmia de Sant Lluc. Va treballar per a moltes de les principals famílies romanes, com els Borghese, els Chigi, els Barberini i els Pamphili. Va col·laborar amb Carlo Maratta al Palazzo Colonna, pintant les flors d'algunes de les seves composicions, com a l'Adoració dels mags en una garlanda de flors del Museu de l'Ermitage. Amb tot i això, són escasses les obres segures que s'han conservat, abundant les còpies i imitacions, alguns dels seus deixebles entre els que es consideren Laura Barnasconi i Domenico Bettini.
Algunes de les seves obres van arribar aviat a Espanya, segons els testimonis literaris, on van ser molt celebrades, exercint una influència considerable sobre la pintura de Juan de Arellano qui, segons assegura Antonio Palomino, es va iniciar copiant «alguns gerros del Mario».